# Neptune (Schiff, 1779)

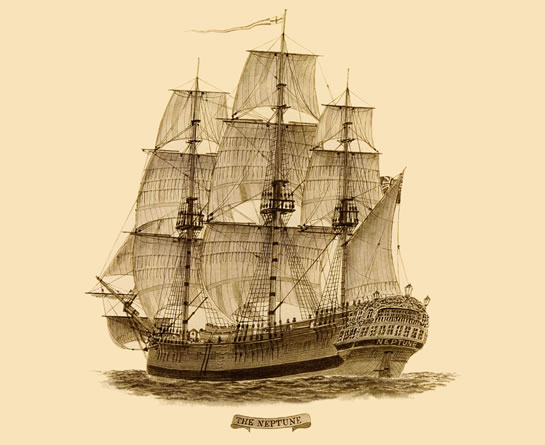
Illustration der Neptune

Die Neptune war eines der Schiffe der berüchtigten Second Fleet, mit der britische Sträflinge, Siedler und Versorgungsgüter in die neu gegründete Kolonie nach Australien gebracht wurden. Sie wurde 1779 an der Themse mit 809 Bruttoregistertonnen gebaut und war damit das größte Schiff der Second Fleet. Zusammen mit der Surprize und der Scarborough lief sie am 19. Januar 1790 mit 421 männlichen und 78 weiblichen Sträflingen an Bord von England aus. Ihr Kapitän war Donald Traill, der Schiffsarzt William Gray. Sie erreichte am 13. April das Kap der Guten Hoffnung, wo sie 16 Tage verbrachte und Proviant sowie 12 Sträflinge der nach Kontakt mit einem Eisberg zerstörten Guardian an Bord nahm.
Sie und die Scarborough wurden in schwerem Wetter von der Surprize getrennt. Die Neptune kam am 28. Juni 1790 nach insgesamt 160-tägiger Reise in Port Jackson an. Während der Reise starben 158 (31 %) der Sträflinge, weitere 269 (53 %) waren bei der Ankunft krank.
Unter den Passagieren der Neptune war D’Arcy Wentworth, nach dem heute ein Stadtteil Sydneys, Wentworthville benannt ist.